# Beriev Be-8
Beriev Be-8 (tên mã của USAF/DoD "Type 33", tên mã NATO "Mole"), là một loại máy bay do Viện thiết kế Beriev của Liên Xô chế tạo vào năm 1947.

## Tính năng kỹ chiến thuật (Be-8)
Dữ liệu lấy từ The Osprey Encyclopedia of Russian Aircraft 1875–1995
Đặc tính tổng quan
- Kíp lái: 2
- Sức chứa: 6 hành khách
- Chiều dài: 13,0 m (42 ft 8 in)
- Sải cánh: 19,0 m (62 ft 4 in)
- Diện tích cánh: 40,0 m2 (431 foot vuông)
- Trọng lượng rỗng: 2.815 kg (6.206 lb)
- Trọng lượng có tải: 3.624 kg (7.990 lb)
- Sức chứa nhiên liệu: 352 kg (776 lb)
- Động cơ: 1 × Shvetsov ASh-21
- Cánh quạt: 3-lá, 3 m (9 ft 10 in) đường kính

Hiệu suất bay
- Vận tốc cực đại: 266 km/h (165 mph; 144 kn) trên độ cao 1.800 m (5.900 ft)
- Vận tốc hành trình: 220 km/h (137 mph; 119 kn)
- Tầm bay: 1.205 km (749 mi; 651 nmi)
- Trần bay: 5.500 m (18.045 ft)